# Jared Leto
Jared Joseph Leto (Bossier City, 26. prosinca 1971.) je američki glumac i glazbenik. 
Karijeru je počeo kao model. Studirao je umjetnost, a zatim film. Slavu je stekao glumeći Jordana Catalana u seriji My So-Called Life. Otad se pojavljivao u raznim filmovima kao Fight Club, Girl, Interrupted, Panic Room, American Psycho, Alexander, Requiem for a Dream, Lord of War i Mr. Nobody. Također je vokal, gitarist i kompozitor američkog rock sastava Thirty Seconds to Mars.
2013 godine dobiva veliku ulogu u filmu Dobri dileri iz Dallasa, gdje tumači ulogu Rayon, transrodne žene oboljele od HIV-a. Zahvaljujući toj ulozi dobio je velike hollywoodske nagrade i priznanja poput Oscara, Zlatnog Globusa, SAG nagrada i ostale velike nagrade.

## Životopis
Jared Leto rodio se 26. prosinca 1971. godine u Bossier Cityju u američkoj saveznoj državi Louisiani. Za svoga djetinjstva Jared i njegova obitelj, koju su činili njegova majka Constance i stariji brat Shannon Leto, često su se selili. Živio je u Coloradu, Louisiani, Virginiji, Wyomingu i Haitiu. Jared ima i dva polubrata iz očevog drugog braka.

## Obrazovanje
Nakon kratkog napuštanja 10. razreda Jared je odlučio maturirati i upisao privatnu školu Flint Hill School u Oaktonu, ali maturirao je 1989. u Washingtonu. 1992. godine krenuo je na sveučilište Philadelphia's University of the Arts kako bi slijedio svoj interes za slikanje, ali se ipak premjestio na New York City's School of Visual Arts, nakon što je razvio interes za glumu.

## Film
1992. Jared se preselio u Los Angeles kako bi postao glazbenik. U početku mu nije dobro išlo pa je prihvato nekoliko manjih filmskih uloga. Dvije godine kasnije dobio je prvu veću ulogu. Glumio je Jordana Catalana u TV seriji My So-Called Life. Nakon što je serija završila 1995. Jared se pojavio u filmovima How to Make an American Quilt, The Last of the High Kings, Girl Interrupted, Urban Legend, The Thin Red Line, Prefontaine i Fight Club.
Kritičare je osvojio ulogom ovisnika o kokainu Harryja Goldfarba u filmu Darrena Aronofskyja Requiem for a Dream. U pripremama za ulogu živio je kao beskućnik na ulicama New Yorka i proveo nekoliko mjeseci u samostanu kao i njegov lik.
2016. je preuzeo ulogu Joker-a u film-u Suicide Squad.
Njegova najnovija uloga je u TV mini seriji We Crashed.

## Glazba
Osim filmske karijere Jared je pjevač, gitarist i tekstopisac sastava Thirty Seconds to Mars. Jared i njegov brat Shannon, koji je bubnjar, osnovali su sastav 1995. godine. Thirty Seconds to Mars izdali su pet albuma: 30 Seconds to Mars u 2002. godini, A Beautiful Lie u 2005., This is War u 2009., Love, Lust, Faith and Dreams u 2013. i America u 2019.

## Vanjske poveznice
- Jared Leto u internetskoj bazi filmova IMDb-u (engl.)